# Ralf Lau
Ralf Lau (* 19. Oktober 1959 in Bremen) ist ein deutscher Großmeister im Schach.
Ralf Lau begann seine Schachkarriere in seiner Heimatstadt Bremen und war bereits als Jugendlicher Bundesligaspieler für den Delmenhorster SK, mit dem er seit Mitte der 1970er Jahre mehrfach an den Endrunden zur deutschen Mannschaftsmeisterschaft teilnahm.
Ende der 1970er Jahre wechselte er zur Solinger SG 1868, für die er bis 1993 und erneut von 1994 bis 1998 spielte. Mit Solingen wurde er 1980, 1981, 1987, 1988 und 1997 deutscher Mannschaftsmeister und gewann 1990 den European Club Cup. Außerdem war Lau in der Bundesliga für den SC Stadthagen (in der Saison 1993/94), den Lübecker Schachverein von 1873 (in der Saison 1999/2000) und den SC Kreuzberg (von 2002 bis 2006) aktiv. In der österreichischen Staatsliga beziehungsweise Bundesliga spielte er in der Saison 1999/2000 für den SK Hietzing und von 2002 bis 2004 für den SV Tschaturanga.

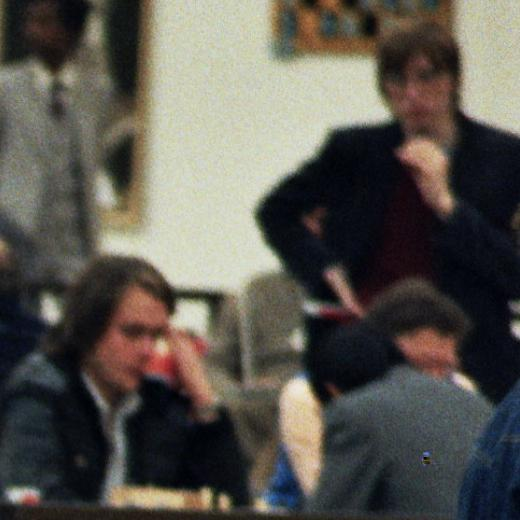
Ralf Lau, Hans-Joachim Hecht und Stefan Kindermann, 1984 bei der Schacholympiade in Thessaloniki

In den 1980er Jahren begann er eine Profispielerkarriere und hatte zahlreiche Erfolge: 1982 wurde er Internationaler Meister, 1986 ernannte ihn der Weltschachbund auf dem Kongress in Dubai zum Großmeister.
Er gewann 1985 und 1986 in Budapest, wurde Zweiter 1985 in New York City und 1986 in Solingen. 1987 in Bad Neuenahr war er punktgleich mit Vlastimil Hort und wurde (nach Stichkampf und Wertung) Zweiter bei der Deutschen Meisterschaft. Bei der Meisterschaft 1989 in Bad Neuenahr wurde er Dritter, hinter Hort und Schmittdiel. Bereits 1978 belegte Lau den zweiten Platz hinter Ludek Pachmann bei der Deutschen Meisterschaft in Bad Neuenahr.
1984, 1986 und 1988 spielte er für die Bundesrepublik Deutschland bei der Schacholympiade und erreichte eine deutlich positive Ergebnisbilanz (11 Siege, 7 Remis, 5 Niederlagen), außerdem nahm er an der Mannschaftsweltmeisterschaft 1985 und der Mannschaftseuropameisterschaft 1983 teil.
Lau beendete Mitte der 1990er Jahre seine Profikarriere und nahm seinen Wohnsitz in der Republik Österreich. Bei der FIDE wird er als inaktiv geführt, da er seit der Oberösterreichischen Landesliga der Saison 2011/12 keine gewertete Partie mehr gespielt hat.